# Santa Maria in Vallicella
Die Kirche Santa Maria in Vallicella (allgemein Chiesa Nuova genannt; lateinisch Sanctae Mariae in Vallicella) ist eine barocke Kirche in Rom aus dem späten 16. Jahrhundert. Sie beherbergt u. a. die Grablege des heiligen Philipp Neri sowie drei Frühwerke von Peter Paul Rubens und ist Titelkirche der römisch-katholischen Kirche.

## Lage
Die Kirche liegt im Centro Storico zwischen den Stadtteilen Ponte und Parione an der gleichnamigen Piazza della Chiesa Nuova direkt am Corso Vittorio Emanuele II. Die Hauptfassade an der Piazza zeigt nach Süden, im Osten führt die Via della Chiesa Nuova entlang. Im Westen grenzt sie an das Oratorium des hl. Philipp Neri von Francesco Borromini.

## Baugeschichte
An der Stelle der heutigen Kirche stand im 16. Jahrhundert noch eine verfallene Basilika aus dem 12. Jahrhundert. 1575 wurde diese der im selben Jahr von Papst Gregor XIII. anerkannten Kongregation des Oratoriums übertragen, die nach ihrer kirchenrechtlichen Errichtung nach einer eigenen Kirche gesucht hatte. Der hl. Philipp Neri, Gründer der Kongregation, entschied sich bald nach der Übernahme für einen großzügigen Neubau (daher auch der – nicht offizielle, aber in Rom gebräuchlichere – Name „Chiesa Nuova“). Matteo da Città di Castello begann noch im selben Jahr mit dem Bau; seine Planungen sahen ursprünglich eine einschiffige, überkuppelte Saalkirche nach dem Vorbild von Il Gesù vor. Ab 1586/88 führte Martino Longhi der Ältere die Arbeiten fort. Er baute die Kirche nunmehr als Basilika weiter; Vorbild seines Baus war die Kirche San Giovanni dei Fiorentini. Chor, Querhaus und Vierung wurden bis 1588 vollendet, die Kuppel war bis 1590 fertiggestellt. Vollendet wurde der Bau als solcher mit der Wölbung über dem Lang- und Querhaus bis 1593. Im selben Jahr fand ein Wettbewerb für die Fassadengestaltung statt; als Sieger ging Fausto Rughesi hervor. Laut Inschrift war die Fassade 1605 vollendet, tatsächlich wohl erst nach 1606.

## Äußeres
Die Fassade ist eine typische Barockfassade, sie ist zweigeschossig und durch korinthische und komposite Pilaster gegliedert. Neben Bildnischen sorgen Gesimse und die Säulen des Hauptportals für eine weitere Auflockerung der breiten und hohen Fassade. Die sonstigen Außenmauern sind nicht besonders beachtenswert, weil sie auf der westlichen und nördlichen Seite durch andere Gebäude verdeckt und entlang der Via della Chiesa Nuova unbedeutend ausgeführt sind.

## Inneres

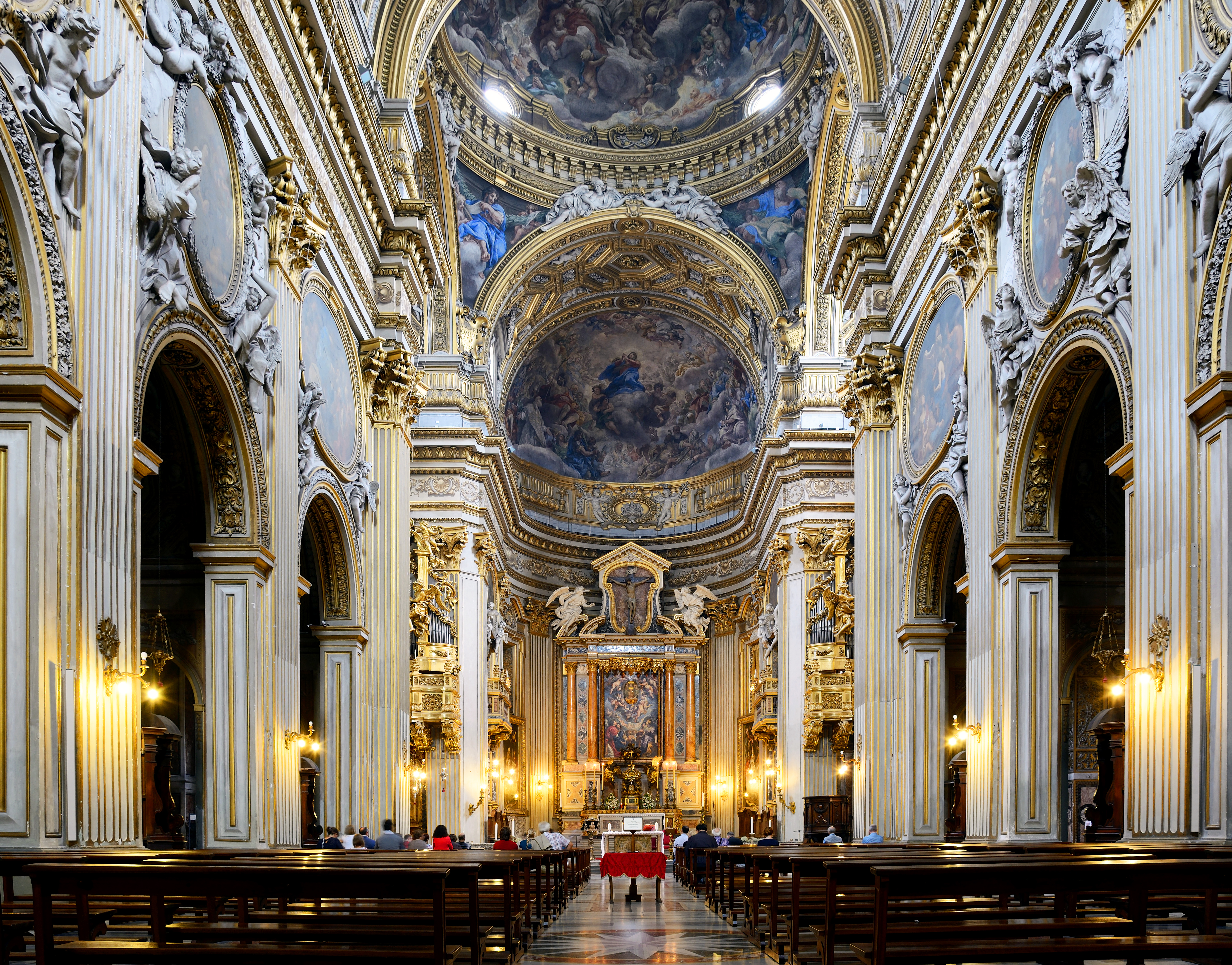
Hauptschiff, Blickrichtung Hauptchor

### Grundstruktur
Die Kirche wurde als dreischiffige, kreuzförmige Pfeilerbasilika erbaut, über der Vierung erhebt sich die hohe Kuppel. Die Arkadenbögen zwischen Mittel- und Seitenschiffen sind relativ niedrig angelegt, wohl um Raum für die in rundovalen Rahmen ausgeführten Malereien zu geben. Die schmalen Seitenschiffe enthalten weitere Seitenkapellen.

### Innenausstattung
Die Kirche ist in hochbarocken Formen unter typischer, reichlicher Verwendung von Blattgold und prächtigem Stuck gestaltet. Der ausführende Stuckateur war Ercole Ferrata. Es überwiegen die Farbtöne Weiß und Gold. Die Gewölbe von Langhaus, Apsis und Sakristei sowie die Kuppel wurden von Pietro da Cortona von 1633 bis 1639 mit monumentalen Fresken ausgemalt.
Die Capella Spada wurde von Carlo Rainaldi erbaut. Sie beherbergt die Familiengruft der Familie Spada. Beigesetzt ist hier auch der 1717 gestorbene Kardinal und ehemalige Kardinalstaatssekretär Fabrizio Spada.  Die Madonna auf dem Hauptaltar wurde von Carlo Maratta gemalt.
Die Kapelle des hl. Philipp Neri befindet sich links vom Chor der Kirche. Unter dem Altar der Kapelle ruhen die Gebeine des hl. Philipp Neri. Das in Mosaik ausgeführte Bildnis des Heiligen über dem Altar ist eine Kopie nach dem Original von Guido Reni.
Der Chorraum der Kirche enthält drei Frühwerke von Peter Paul Rubens. Es handelt sich um Schiefertafeln, die Rubens 1608 bemalte. Die drei Kunstwerke sind in den Aufsatz des Hochaltares eingearbeitet. Es handelt sich um eine zentral angebrachte Gnadendarstellung von Maria mit Engeln, links davon der hl. Gregor zwischen den Heiligen Maurus und Papinianus und rechts die hl. Domitilla zwischen den hll. Nereus und Achilleus. Die Führung des Lichtes soll das Studium von Werken Caravaggios und Jacopo Tintorettos verraten, auch sollen einzelne Figuren noch Einflüsse des Manierismus spüren lassen.
Im linken Querschiff befindet sich eine Darstellung Marias im Tempel, in der vierten Kapelle der rechten Seite das Gemälde Heimsuchung, beide von Barocci im Stile des Manierismus ausgeführt.

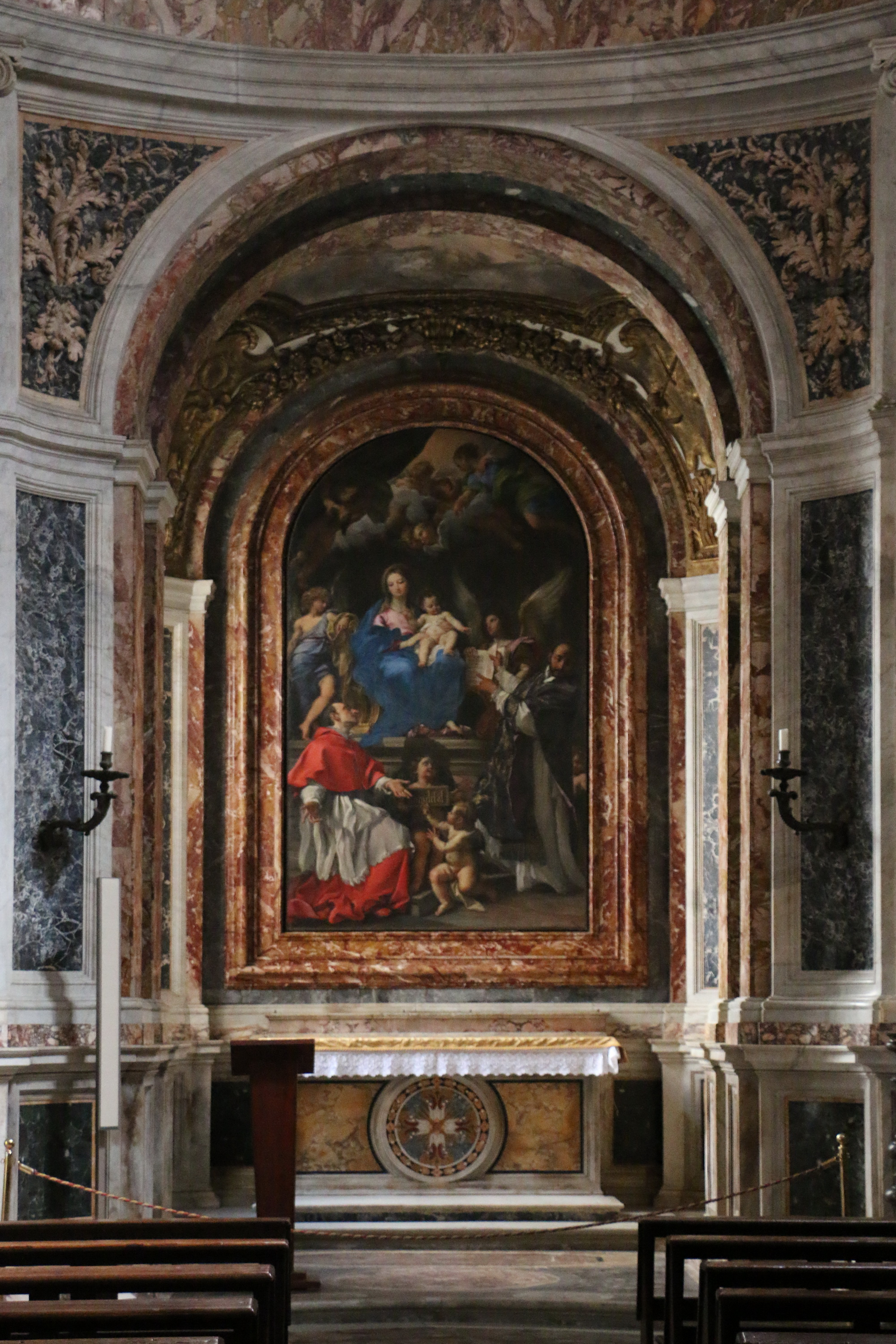
Blick in die Capella Spada
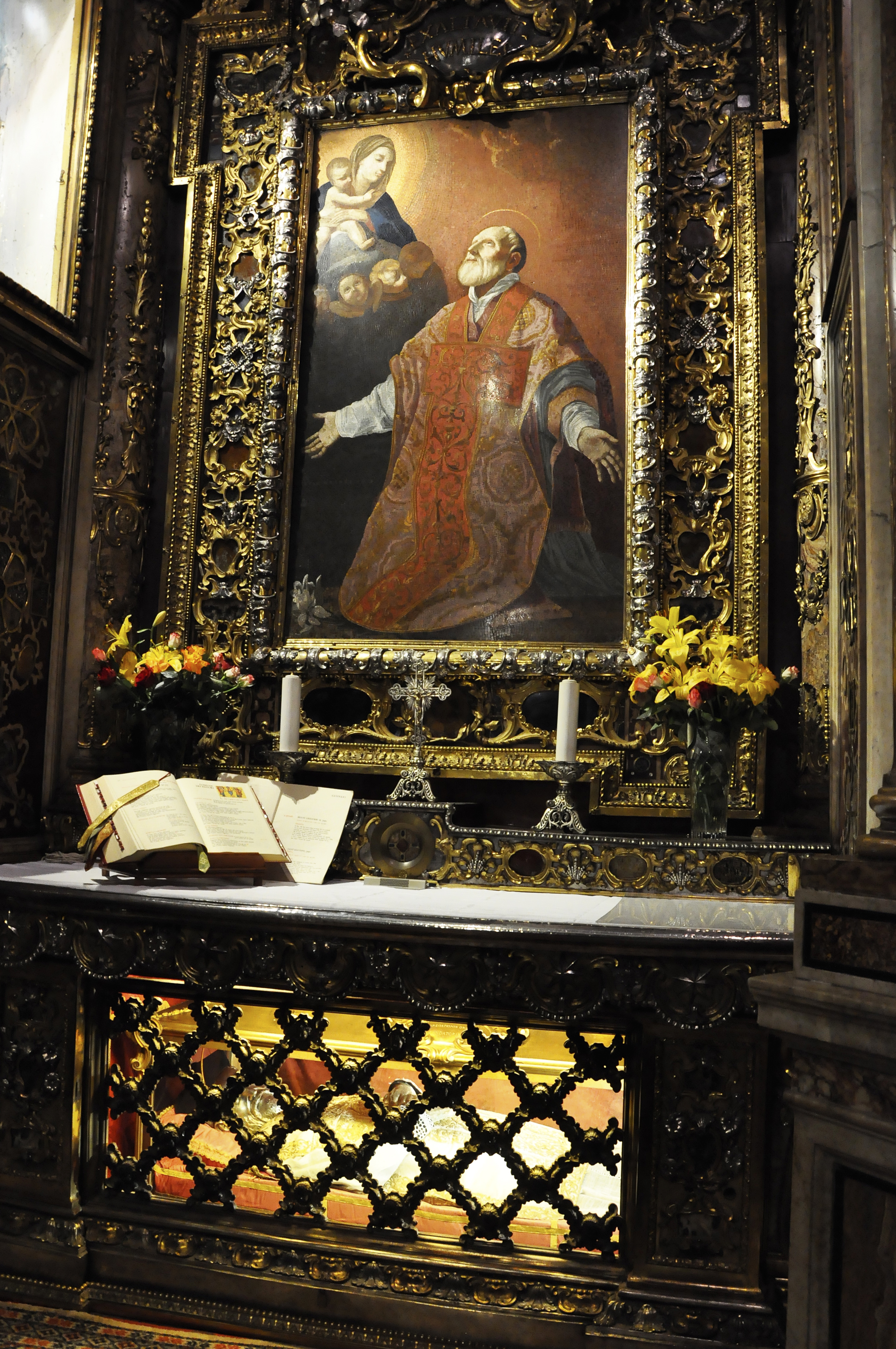
Altar und Grabmal des hl. Philipp Neri
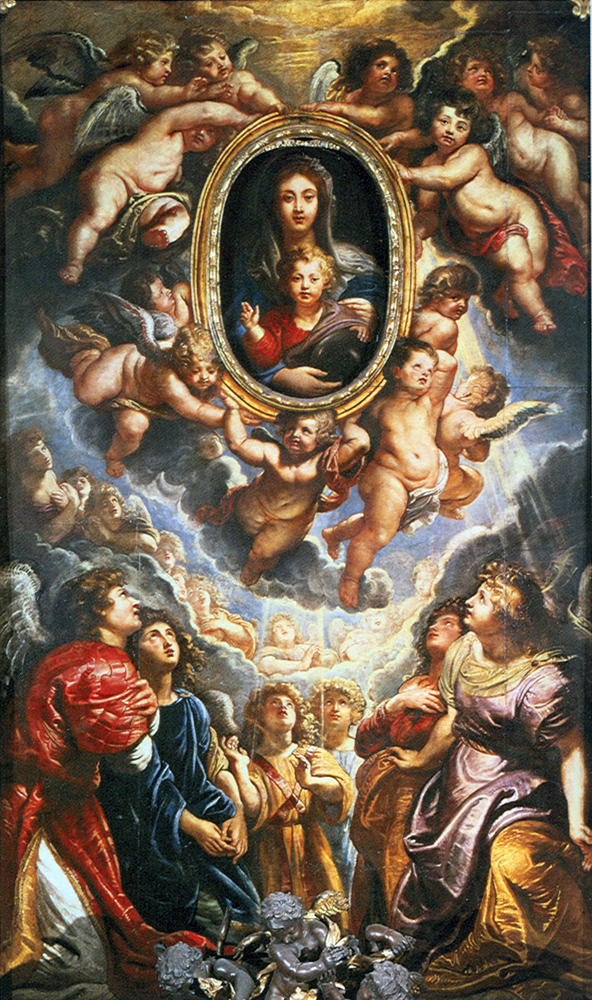
Hochaltarblatt von Peter Paul Rubens